# Моншеврей
Моншеврей (фр. Montchevreuil) — муніципалітет у Франції, у регіоні О-де-Франс, департамент Уаза. Моншеврей утворено 1 січня 2019 року шляхом злиття муніципалітетів Башивілле i Френо-Моншеврей. Адміністративним центром муніципалітету є Френо-Моншеврей. Населення — 1328 осіб (01.01.2021).